# Ophicleïde
Een ophicleïde is een 19e-eeuws koperen blaasinstrument van Franse oorsprong. Het instrument maakt gebruik van kleppen in plaats van (bij moderne koperblaasinstrumenten gangbare) ventielen. Het instrument speelt in het tenor- en basregister.

## Naam
De naam is samengesteld uit de Griekse woorden ophis (slang, serpent) en kleis (sleutel, klep) en betekent dus letterlijk "klepserpent". Dit is een verwijzing naar de directe voorloper van dit instrument, de serpent, die door de ophicleïde is verdrongen.

## Bouw
De vorm van de ophicleïde heeft enige gelijkenis met die van een fagot: een buis van ca. 3 meter lengte (voor de basophicleïde in B♭), die "dubbelgevouwen" is, met daarin een "hals", waarin het mondstuk gaat. De buis is geheel conisch. De hals bevat bij oudere instrumenten een cirkelvorm; bij latere instrumenten is deze vorm afgeplat, zodat er een stemmechanisme ingebouwd kon worden. Het instrument is geheel van messing gemaakt. Het mondstuk heeft ongeveer het formaat van dat van een trombone, maar wijkt daarvan af omdat de ketel niet komvormig maar conisch is. Omdat het mondstuk hetzelfde werkt als dat van een trombone of tuba, wordt het instrument tot de koperen blaasinstrumenten gerekend.
De ophicleïde-familie is de enige binnen de koperen blaasinstrumenten die gebruikmaakt van kleppen. Vroege ophicleïdes hebben 9 kleppen; bij latere instrumenten wordt dit uitgebreid tot maximaal 13.

## Geschiedenis
De ophicleïde wordt in 1817 ontwikkeld uit de kleptrompet door Halary (pseudoniem van Jean Hilaire Asté); zijn patentaanvraag dateert van 1821. Halary ontwikkelde deze kleptrompet tot een familie met naast sopraaninstrumenten ook altinstrumenten (de quinticlave of alt-ophicleïde in E♭ of F) en basinstrumenten (de ophicleïde in B♭ of C). Later werd ook nog een contrabasophicleïde ("ophicleïde monstre" in E♭ of F) toegevoegd, maar dit instrument bleef zeer zeldzaam.
Halary was in aanraking gekomen met de kleptrompet door een opmerkelijke samenloop van omstandigheden: in de nasleep van de slag bij Waterloo bleven troepen uit verscheidene landen nog maandenlang aanwezig in Frankrijk. De Engelse troepen hadden ook hun muziekkorpsen meegenomen, waarin kleptrompetten een belangrijke rol speelden. Op een zeker moment hoorde Groothertog Konstantin van Rusland zo'n korps spelen, waarbij hij zo onder de indruk raakte van de mogelijkheden van de kleptrompet, dat hij er zelf een wilde hebben. Omdat het te lang zou duren om een instrument uit Engeland te laten komen, werd een Franse instrumentenbouwer gezocht die de kopie kon vervaardigen. Deze instrumentenbouwer was Halary.

## Gebruik
De basophicleïde heeft zich snel een plaats verworven in het (Franse) symfonieorkest: reeds in 1819 schreef Spontini hem voor in zijn opera "Olympie". De ophicleïde werd enorm populair; vele toonaangevende Franse componisten uit de vroeg- en hoogromantiek (o.a. Berlioz, Bizet, Lalo, Meyerbeer, Offenbach) schreven hem voor in hun orkestwerken, evenals componisten uit andere landen die hun werken in Frankrijk wilden laten uitvoeren zoals Rossini en Wagner.
Lange tijd bleef de ophicleïde in Frankrijk het basinstrument van de kopersectie, ook toen in Duitsland de tuba reeds ontwikkeld was. Uiteindelijk moest de ophicleïde het afleggen tegen de tuba, die dankzij ventielen veel eenvoudiger te bespelen was en bovendien veel luider kon spelen, hetgeen zeker voor de (militaire) blaasorkesten, die veel in de open lucht speelden, een vereiste was. Tot circa 1880 is het instrument voorgeschreven en tot circa 1910 werd het bespeeld. Tegenwoordig wordt het nog door enkele specialisten bespeeld, met name in orkesten die zich specialiseren in de "authentieke uitvoeringspraktijk". Bekende namen zijn Nick Byrne, Erhard Schwartz en Marc Girardot.
Buiten Frankrijk was de ophicleïde met name populair in Engeland (Sullivan) en Italië (Verdi); in Duitsland was Mendelssohn degene die de ophicleïde introduceerde in Ein Sommernachtstraum en Elias. Hij vond echter nauwelijks navolging hierin, ten gevolge van de uitvinding in Duitsland van de tuba. In Engeland veroverde het instrument ook een plaats in de typische brassbands; in één enkel geval tot op vandaag de dag.

## Ophicleïde en saxofoon
De ophicleïde is de voorvader geweest van de saxofoon; Hector Berlioz beschrijft in een artikel hoe Adolphe Sax experimenteerde door een klarinetmondstuk op een ophicleïde te plaatsen, en zo op het idee kwam voor zijn nieuwe instrument.